# Aquaduct Langdeel
Aquaduct Langdeel (officieel, Fries: Akwadukt Langdeel) is een aquaduct in de N31 (de Wâldwei) ten zuiden van Leeuwarden bij de wijk Zuiderburen. Het kanaal Langdeel werd hiervoor een klein stukje naar het westen omgelegd.
Van 2004 tot 2008 werd door de bouwcombinatie Wâldwei aan het aquaduct gewerkt. Op 27 juli 2007 werd het aquaduct Langdeel in gebruik genomen voor pleziervaart. Het aquaduct is onderdeel van de Staande Mastroute (sic) van het IJsselmeer naar de Waddenzee. Beroepsvaart moet gebruikmaken van de Fonejachtbrug. In oktober 2007 is het aquaduct met 2x2 rijstroken opengesteld voor het autoverkeer.
Van 18 maart 2013 tot begin juni 2013 waren er herstelwerkzaamheden aan het beton van de aquaductbak. Om dit uit te voeren werd de bak van het aquaduct met behulp van een vijzelconstructie aan de zuidzijde 4 mm omhoog getild.

## Afbeeldingen

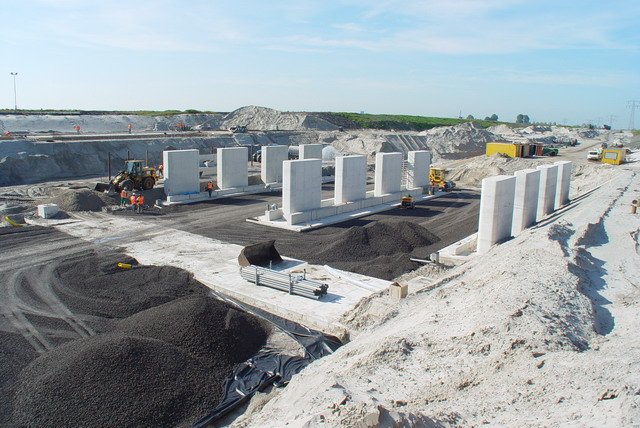
De onderbouw van het aquaduct
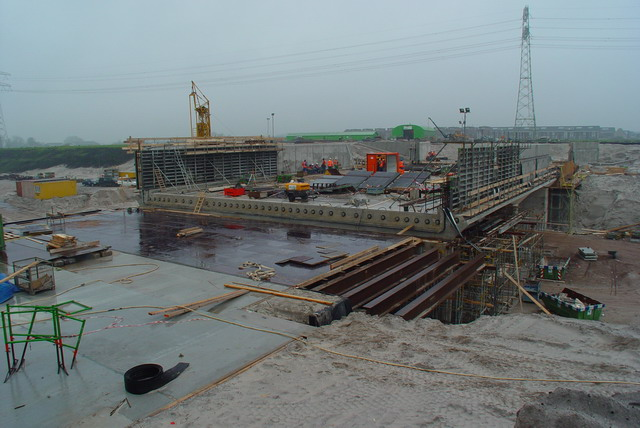
De bekisting voor de aquaductwanden
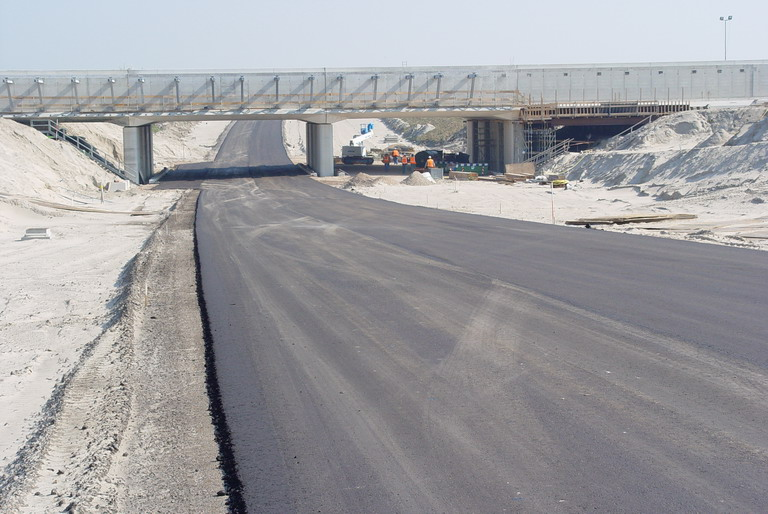
Eerste laag asfalt op de N31 door het aquaduct, gezien vanuit Leeuwarden richting Drachten
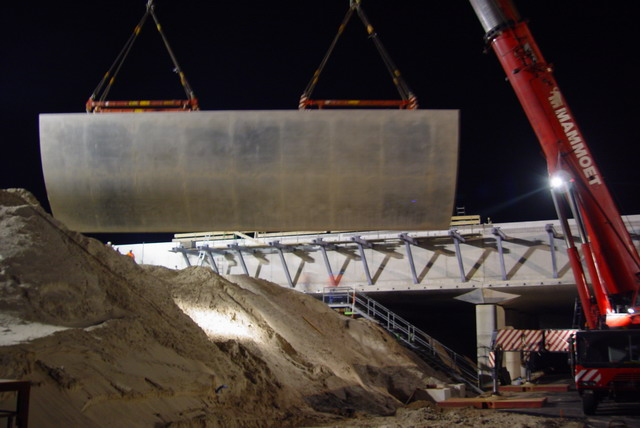
Het plaatsen van de randelementen aan het aquaduct.
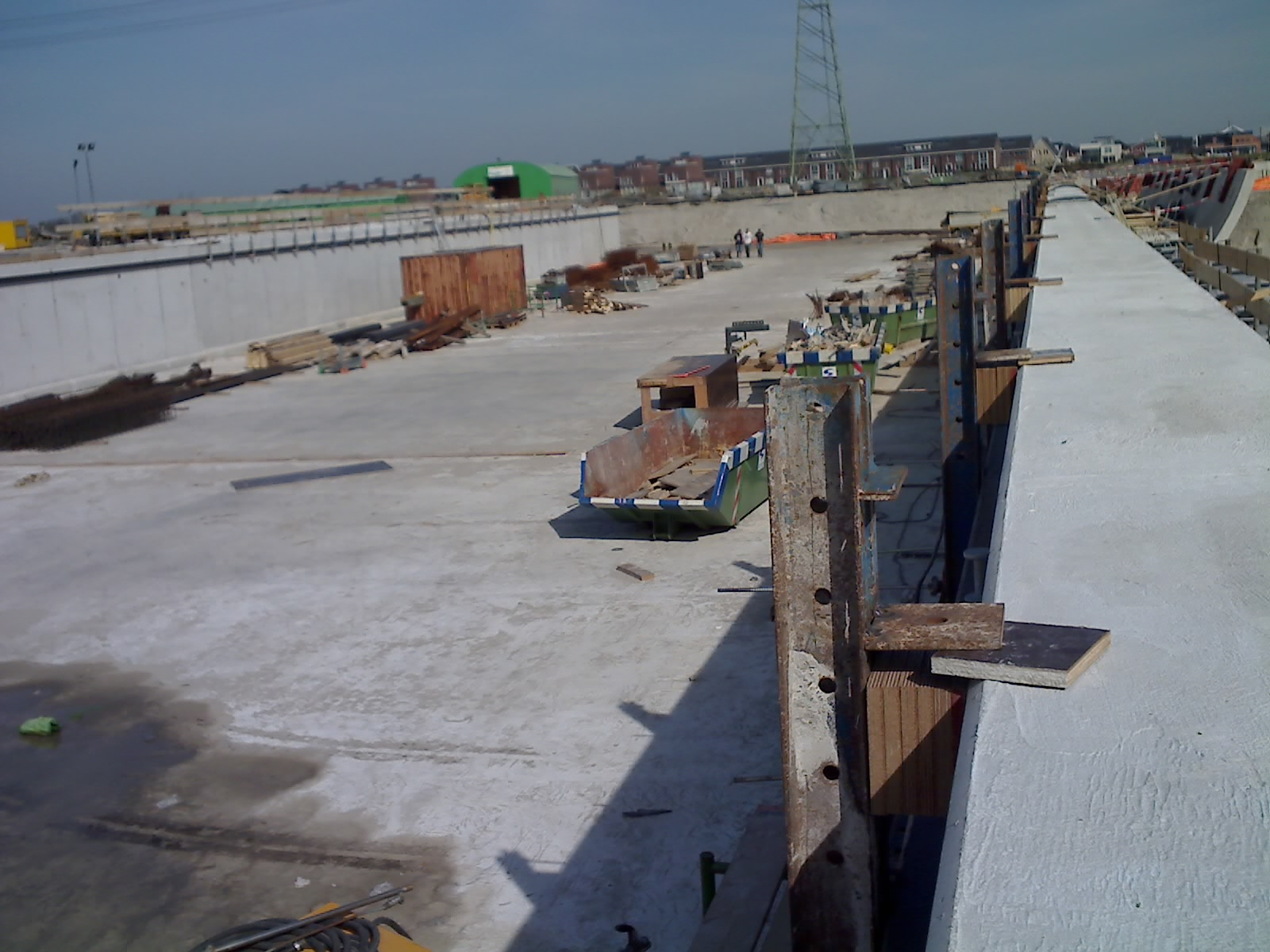
Werkzaamheden in de Aquaductbak
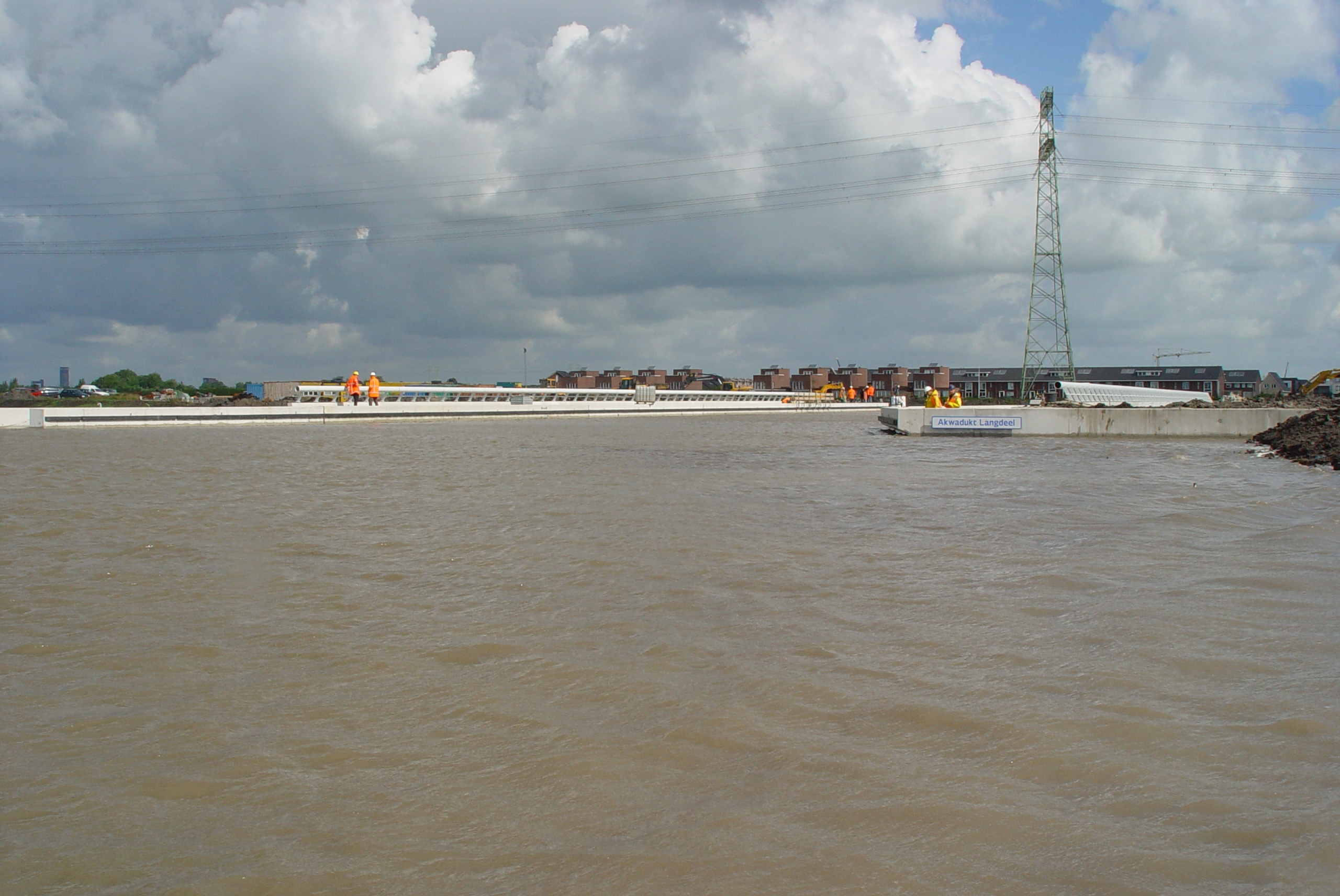
Het water stroomt over het Aquaduct Langdeel